# Александро-Невский собор (Мелитополь)
Собор святого благоверного князя Александра Невского — главный храм Мелитополя, один из двух кафедральных соборов Запорожской и Мелитопольской епархии Украинской Православной Церкви (Московского патриархата). Первой на этом месте была в 1884 году построена армяно-григорианская церковь, закрытая после революции. Православный собор Александра Невского действует в храме с 1941 года.

## История
В 1884 году евпаторийский мещанин Аверик Хлебников построил на месте нынешнего собора армянскую апостольскую церковь. После революции церковь была закрыта, и в 1930 году её здании разместилась молочная исследовательская лаборатория.
В 1941 году, после оккупации Мелитополя германскими войсками, в здании снова был открыт храм, на этот раз православный.. Он был назван Александро-Невским собором, вероятно, в память об Александро-Невском соборе, который до середины 1930-х годов действовал на Рыночной площади (ныне Соборная площадь) в 300 метрах к югу, но был разрушен в безбожную пятилетку 1932—1941 годов.
С точки зрения советских властей, собор, открытый при немцах, занимал своё помещение незаконно. Поэтому летом 1946 года горисполком попытался его выселить, однако собору удалось удержать своё здание.
К 1973 году Александро-Невский собор остался единственным работающим храмом в Мелитополе.
В 2003—2004 годах собор был капитально реконструирован. От старого здания остался только корпус, стены были расписаны новыми фресками, изменён иконостас, под полом была сконструирована система отопления, над алтарем сооружён дополнительный купол, изменена форма старых куполов, добавлен один этаж у колокольни.

## Интересные факты
- Иерей Геннадий Тюрин и диакон Николай Фёдоров, служащие в Александро-Невском соборе, исполнили роли священников в фильме «Тарас Бульба»[5].
- Хор «Преображение», действующий при соборе, — победитель международного фестиваля церковной музыки (Польша, 2008).[6]

- Во дворе собора
- Во дворе собора
- Воскресная школа